# 유하 (사수대왕)
사수대왕 유하(泗水戴王 劉賀, ? ~ 기원전 81년)는 중국 전한의 황족 · 제후왕이다.

## 생애
사수사왕 유상의 아들이며 사수애왕 유안세의 아우로, 기원전 103년에 애왕이 아들 없이 죽자 사수왕의 가계가 단절되는 것을 불쌍히 여긴 무제에게서 왕으로 봉해져 사수사왕의 가계를 이어나갔다.
사수대왕 22년(기원전 81년)에 죽어 시호를 대(戴)라 하였고, 유복자 유훤이 뒤를 이었다.